# Edizioni Ambiente
Edizioni Ambiente è una casa editrice fondata nel 1993 a Milano.

## Storia

### Gli inizi
La prima fase di lavoro è stata caratterizzata dalla collaborazione con associazioni ambientaliste. Contemporaneamente nasceva la rivista Rifiuti – Bollettino di informazione normativa. Nella metà degli anni Novanta nacque il sito reteambiente.it.
Il catalogo delle pubblicazioni ha incluso autori sui temi dell'ambiente e dello sviluppo sostenibile, come Lester Brown, Amory Lovins, Norman Myers, Vandana Shiva, Paul Ehrlich, Mathis Wackernagel, James Hansen, Bill McKibben, Paul Hawken, Enrst Ulrich Von Weiszäcker, Wolfgang Sachs.
Dal 1998 Edizioni Ambiente pubblica l'edizione italiana di State of the World, rapporto annuale sullo stato del pianeta elaborato dal Worldwatch Institute e l'annuario Rapporto Ambiente Italia di Legambiente.

### L'allargamento del progetto editoriale
Edizioni Ambiente si è strutturata, nel corso degli anni novanta, in due filoni principali: la normativa ambientale e la sostenibilità ambientale, cui sono dedicate due redazioni specializzate.
Dal 2005 si svolge formazione sulla gestione rifiuti.
In seguito, alle collane di saggistica e degli annuari si sono aggiunti i volumi illustrati e i manuali dedicati all'architettura sostenibile e, più recentemente, gli studi approfonditi sui temi dell'energia e del cambiamento climatico, dei modelli di consumo e gestione delle risorse.
Nel maggio 2007, Edizioni Ambiente ha presentato in collaborazione con Legambiente la collana VerdeNero. Noir di ecomafia.
Nel 2009 ha esordito la collana dei “Tascabili dell'Ambiente”.